# 赵楚 (军事评论员)
赵楚（1962年10月20日—），原名潘家柱，安徽省合肥市肥西县人，毕业于中国人民解放军国际关系学院，上海国防战略研究所副所长，原《国际展望》半月刊执行主编，同时是台湾《旺报》、《第一财经日报》专栏作家，国际问题与军事战略学者，军事、时政评论家。因反对中国在东海设立中国的防空识别区而著名。

## 生平
1962年，赵楚出生在安徽省合肥市肥西县。
1983年，赵楚从中国人民解放军国际关系学院毕业，大学毕业后从事教师工作。
1991年，赵楚从中国人民解放军退役。
2000年，赵楚出任《国际展望》半月刊执行副主编，2008年，赵楚任满。
2005年，赵楚出任《军事历史》月刊执行主编。

## 作品
- . 上海市: 上海辞书出版社. 2004: 117. ISBN 9787532615827.
- . 上海市: 上海辞书出版社. 2004: 115. ISBN 9787532615773.